# یشیل‌کوی (یومورتالیک)
یشیل‌کوی (به ترکی استانبولی: Yeşilköy) یک منطقهٔ مسکونی در ترکیه است که در یومارتالیک واقع شده‌است.